# Perisomena derosata
Perisomena derosata är en fjärilsart som beskrevs av Karl Schawerda 1914. Perisomena derosata ingår i släktet Perisomena och familjen påfågelsspinnare. Inga underarter finns listade i Catalogue of Life.